# Каримона (тауншип, Миннесота)
Каримона (англ. Carimona) — тауншип в округе Филмор, Миннесота, США. На 2000 год его население составило 272 человека.

## География
По данным Бюро переписи населения США площадь тауншипа составляет 92,3 км², из которых 92,3 км² занимает суша, водоёмов нет.

## Демография
По данным переписи населения 2000 года здесь находились 272 человека, 109 домохозяйств и 85 семей.  Плотность населения —  2,9 чел./км².  На территории тауншипа расположено 116 построек со средней плотностью 1,3 построек на один квадратный километр. Расовый состав населения: 98,90 % белых и 1,10 % приходится на две или более других рас. Испанцы или латиноамериканцы любой расы составляли 1,10 % от популяции тауншипа.
Из 109 домохозяйств в 29,4 % воспитывались дети до 18 лет, в 73,4 % проживали супружеские пары, в 1,8 % проживали незамужние женщины и в 22,0 % домохозяйств проживали несемейные люди. 20,2 % домохозяйств состояли из одного человека, при том 11,9 % из — одиноких пожилых людей старше 65 лет. Средний размер домохозяйства — 2,50, а семьи — 2,85 человека.
22,8 % населения — младше 18 лет, 4,0 % — в возрасте от 18 до 24 лет, 25,4 % — от 25 до 44, 29,4 % — от 45 до 64, и 18,4 % — старше 65 лет. Средний возраст — 44 года. На каждые 100 женщин приходилось 101,5 мужчин.  На каждые 100 женщин старше 18 приходилось 105,9 мужчин.
Средний годовой доход домохозяйства составлял 39 792 доллара, а средний годовой доход семьи —  44 375 долларов. Средний доход мужчин —  27 000  долларов, в то время как у женщин — 22 500. Доход на душу населения составил 18 278 долларов. За чертой бедности находились 4,8 % семей и 8,7 % всего населения тауншипа, из которых 10,5 % младше 18 и 13,6 % старше 65 лет.